# Ögon (varumärke)

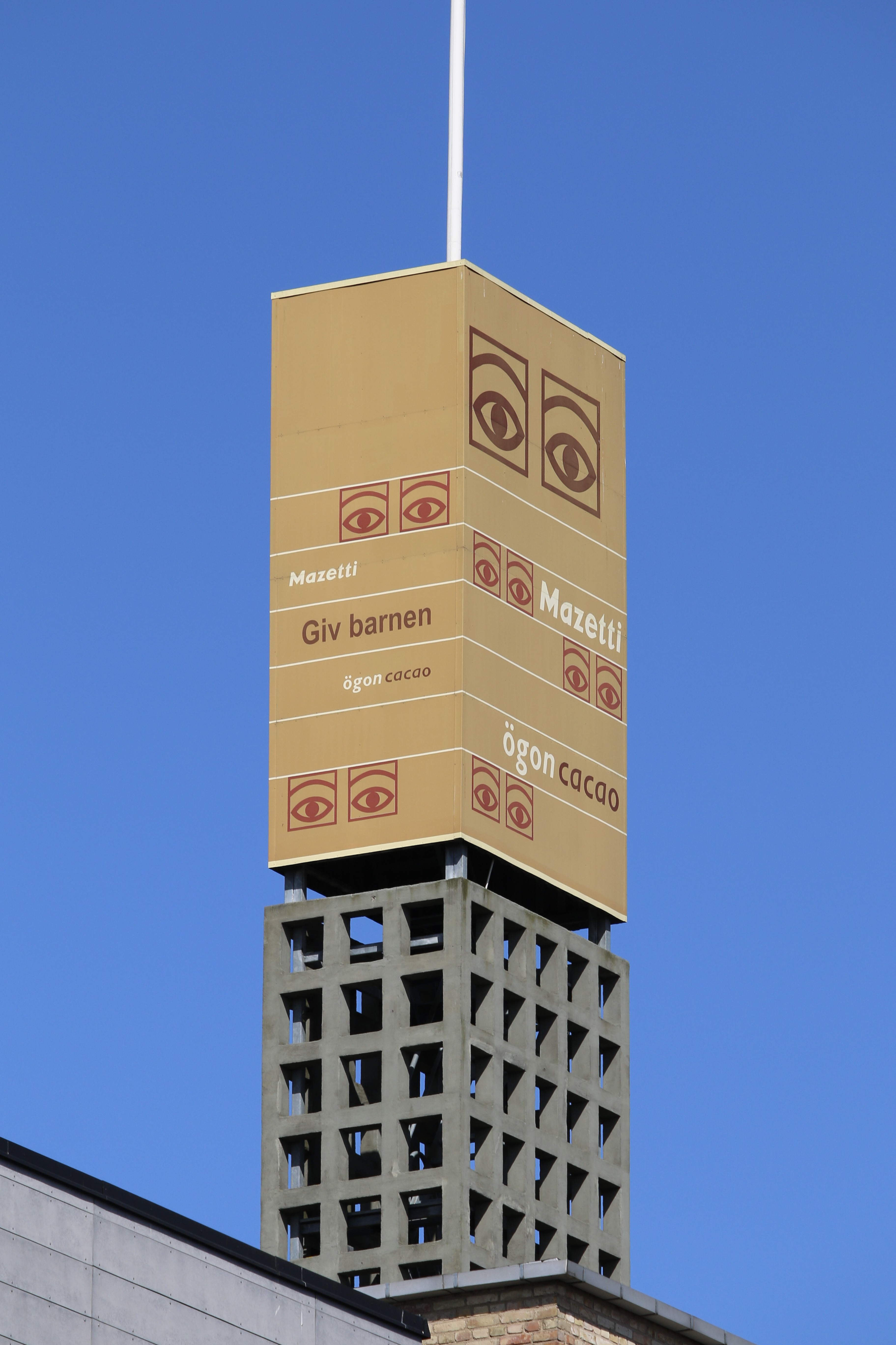
Ögonen figurerar fortfarande Mazettis gamla chokladfabrik i Malmö.

Ögon är ett varumärke på en serie bak- och dessertprodukter, som funnits sedan 1904 och sedan 1975 tillverkas av Fazer.

## Historik
Varumärket skapades av Malmöföretaget Mazetti och förekom första gången i annonser 1904. Samtidigt börjarde företagets finare kakao säljas i förseglade påsar. 
En uppgift har gjort gällande att ögonen lanserades tillsammans med texten "Se med Edra egna ögon att Ni får Mazettis ögon" i en kampanj mot en konkurrent som sålt sin egen kakao under Mazettis namn. Detta är fel, då denna text inte förekom i Mazettis annonser förrän 1911. Ögonen har troligen hämtats från en bildsamling av det slag som vid denna tid användes för att illustrera annonser. Ögonen kom att förknippas med kakaon, och redan någon gång 1905-1907 börjarde de även användas på papperspåsarna.
Under de första åren hade ögonen ett mycket varierat utseende: de äldsta var ganska naturalistiskt utformade, för att bli mer stiliserade på de första plåtburkarna från 1930-talet.
Den nuvarande logotypen skapades 1955 av Olle Eksell och blev från årsskiftet 1956–1957 firmamärke för hela Mazetti och godkändes som varumärke 1957-11-09. De ersatte då den rättvikskulla med chokladkaka, som tidigare använts. Mazetti köptes av Fazer 1975, och i samband med köpet blev ögonen  varumärke för Fazers hela sortiment av hushållsprodukter.